# Jan Hrubý (hudebník)

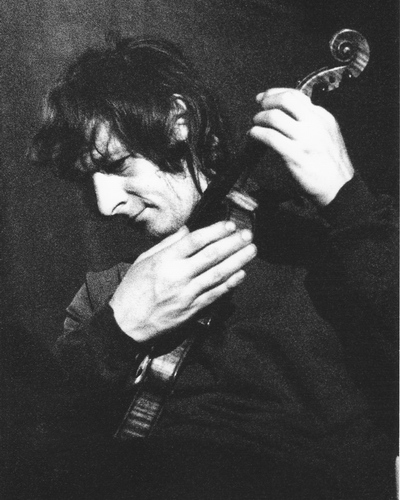
Jan Hrubý, Koncert Čundrgrundu, Pardubice, klub Na Drážce, asi 1977-1978

Jan Hrubý (* 3. prosince 1948, Praha) je český rockový houslista známý především ze skupin Etc..., Framus 5 a Kukulín.

## Životopis
V letech 1964–1968 studoval hru na housle na Pražské konzervatoři, poté hrál na baskytaru a později na housle ve skupině Reciprocity. Od roku 1975 až po zákaz zpívání pro Vladimíra Mišíka v roce 1982 hrál v Etc..., od roku 1983 hrál v Blues Bandu Luboše Andršta. V roce 1984 se přidal ke skupině Michala Prokopa Framus 5 a výrazně ovlivnil album Kolej Yesterday. Pak ale bylo obnoveno Etc... a on se mohl vrátil k Vladimíru Mišíkovi, kde ale vydržel jen rok a půl a objevil se znovu ve Framusu.
Od roku 1987 také hraje s Michalem Prokopem a Lubošem Andrštem v akustickém triu (dříve zvané Nu-Trio), hrál také v Čundrgrundu (ČDG) s Vladimírem Mertou, spolupracoval s Dagmar Andrtovou-Voňkovou a ve studiu nahrával party na desky mnoha skupin (Jazz Q, Marsyas, C&K Vocal, Country Beat Jiřího Brabce; Jan Spálený, Zuzana Homolová, Hana Hegerová).
Na počátku 90. let 20. století jej ovlivnil keltský rock, vydává desky se skupinou Kukulín (inspirované knihami J. R. R. Tolkiena), spolupracoval také s Marií Hoffmanovou. V lednu 2014 vydal album Společné světy s anglickým harfenistou Seanem Barrym.
Pochází z Dobřichovic, kde strávil třicet let. S rodinou žije v přestavěném mlýně v Otvovicích.

## Diskografie
- Cesta na severozápad, 1992
- Arthur's Stone, 1993, Jan Hrubý, Peter Mustill a Kukulín
- Burning Rose, 1994, Jan Hrubý, Peter Mustill a Kukulín
- Černý ovce, 1997, Jan Hrubý, Michal Prokop, Petr Skoumal a Peter Mustill
- Středozem, 1998, Jan Hrubý a Kukulín
- The Best of…, 2000, Jan Hrubý a Kukulín
- Stará vlna (Pastorální svita), 2000
- Cesty…, 2001
- Mezidobí, 2002
- Silmarillion, 2003, Jan Hrubý a Kukulín
- Unplugged - Live, 2005, Michal Prokop, Luboš Andršt a Jan Hrubý
- The Habit of Perfection, 2006, Maria Hoffman a Jan Hrubý
- Společné světy, 2014
- 7, 2015, Jan Hrubý a Kukulín
- Příběhy v čase, 2017, Jan Hrubý
- V rozpitých barvách, 2017, Radim Hladík, Jaroslav Hutka, Jan Hrubý, Petr Přibyl
- S nebem to mám dobrý, 2017, Vladimír Mišík, Radim Hladík a Jan Hrubý